# لوتار ۷۶۸۸
سیارک ۷۶۸۸ (به انگلیسی: 7688 Lothar، نامگذاری:2536P-L) هفت هزار و ششصد و هشتاد و هشتمین سیارک کشف شده‌است که در ۲۴ سپتامبر ۱۹۶۰ کشف شد.
قدر مطلق سیارک برابر ۱۴٫۴۰ است.